# ウィホーケン
ウィホーケン（Weehawken）は、アメリカ合衆国ニュージャージー州のハドソン郡にある町（タウンシップ）。人口は1万7197人（2020年）。ハドソン川西岸にあり、対岸はニューヨークのマンハッタンである。

## 地理
ウィホーケンの南はホーボーケン、西はユニオンシティ、北はウェストニューヨークと接している。

## 交通
- リンカーントンネルの入口があり、マンハッタンと直結している。
- 川沿いにハドソン-バーゲン・ライトレールが通っている。
- ポート・インペリアルにフェリーが発着している。

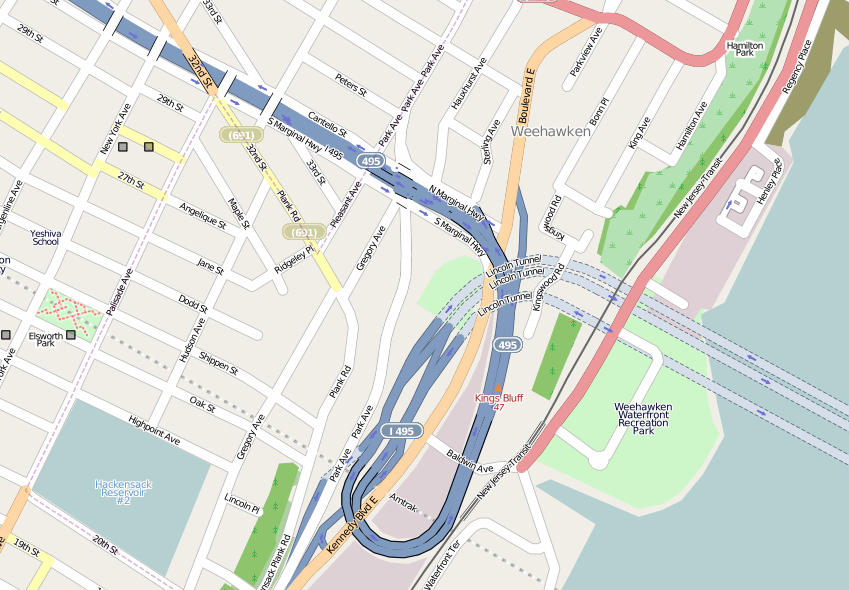
ウィホーケン中央付近